# Obelisco da Praia da Memória
Obelisco da Memória
O Obelisco da Praia da Memória, também referido como Obelisco da Memória, Padrão Comemorativo da Memória ou Monumento do Mindelo, é um obelisco localizado na atual freguesia de Perafita, Lavra e Santa Cruz do Bispo, no Município de Matosinhos, em Portugal. Foi construído em memória do desembarque de 8 de julho de 1832, ocorrido na praia junto a Arnosa do Pampelido.
O desembarque foi o da esquadra comandada por D. Pedro IV composta por um exército de 7500 homens, com o intuito de instaurar no país um regime moderno e liberal. A escolha do local apanhou de surpresa o exército absolutista uma vez que este esperava um ataque a Lisboa, pelo que a defesa do Norte tinha sido desguarnecida. Após o desembarque o chamado “Exército Libertador” seguiu para o Porto onde entrou sem problemas no dia 9 de julho, e onde resistiu heroicamente durante um ano durante o “Cerco do Porto”.
A assinalar o local do desembarque foi erguido, por subscrição pública, um obelisco destinado a lembrar este acontecimento. O lançamento da primeira pedra foi em 1 de dezembro de 1840, no dia em que se comemoravam 200 anos da restauração da independência portuguesa. Só 24 anos depois ficou concluído o monumento, tendo sido proposta a sua classificação como monumento nacional em 1880.
O obelisco é construído em granito e inclui referências à data do desembarque em duas coroas metálicas colocadas no topo. Os quatro painéis calcários na base referem a iniciativa da construção do monumento, os nomes de alguns dos comandantes do “Exército Libertador” e a proclamação que D. Pedro IV fez aos soldados antes do desembarque.
O obelisco foi restaurado em 2001 por iniciativa da Câmara Municipal de Matosinhos.